# Кривоносов, Анатолий Фёдорович
Анато́лий Фёдорович Кривоно́сов (род. 8 декабря 1937, село Петрятинка, Брянская область) — русский советский писатель.

## Биография
Анатолий Фёдорович Кривоносов родился 8 декабря 1937 года в селе Петрятинка Новозыбковского района Брянской области (ныне — Злынковский район Брянской области).
В 1958 году окончил Киевский геологоразведочный техникум. Работал геологом, журналистом.
Печатается с 1959 года. Автор рассказов, повестей «Простая вода» (1970), «Гори, гори ясно» (1975).
В 1976 году окончил Литературный институт имени А. М. Горького.
В своем творчестве стремится осмыслить процесс становления личности, духовного роста человека в эпоху научно-технической революции.

## Творчество
- Кривоносов А. Ф. Поживем-увидим : Роман. — М.: Советский писатель, 1978. — 342 c.
- Кривоносов А. Ф. Пескариная уха : Повести и рассказы. — М.: Современник, 1980. — 383 с.
- Кривоносов А. Ф. Гори, гори ясно. Поживем-увидим : Сборник. — М.: Советский писатель, 1981. — 568 с.
- Кривоносов А. Ф. По поздней дороге : Повести / Вступительная статья Ф. Кузнецова. — М.: Молодая гвардия, 1983. — 447 с.
- Кривоносов А. Ф. Повести — Москва: Советская Россия, 1985 г. — 350 с.
- Кривоносов А.Ф. Я человек исторический: Повесть. // Новый мир № 5, май 1991. — С. 50-81; №6, июнь 1991. — С. 121-172.